# Слободское сельское поселение (Ярославская область)
Слободское сельское поселение — муниципальное образование в Угличском муниципальном районе Ярославской области.
Административный центр — село Чурьяково.

## География
Сельское поселение находится в северо-восточной части Угличского района, к востоку от реки Волги. На севере граничит с Мышкинским районом, на северо-востоке — с Большесельским и Борисоглебскими районами, на юге — с Улейминским сельским поселением, на юго-западе — с городским поселением Углич, на западе — с Отрадновским сельским поселением, расположенным за Волгой.
Площадь территории составляет 640,7 км².
Рельеф
Рельеф поселения полого-волнистый. Оно находится в северной части Восточно-Европейской равнины, в верхнем течении реки Волги, в сторону которой идёт общий уклон рельефа.
В долине Волги выделяются две надпойменные террасы, переходящие в моренную равнину. Пойма затоплена Рыбинским водохранилищем. Вторая надпойменная терраса хорошо выражена, содержит большое количество прудов, созданных местными жителями. Надпойменные террасы расчленены маловодными, обладающими слабо разработанными долинами притоками Волги. В летнее время большинство водоёмов пересыхает. Наблюдается разрушение берега Волги. В селе Золоторучье береговой склон укреплён.
В геологическом строении поселения участвуют коренные породы пермского, верхнеюрского и нижнемелового возраста и четвертичные отложения.
Почвы
Почвы представлены ледниковыми древнеаллювиальными песчаными и супесчаными отложениями, часто с гравием и галькой, валунами, иногда с прослойкой глинистого материала. Пески и супеси имеют низкие агрохимические и агрофизические свойства, плодородность их невысока.
Гидрография

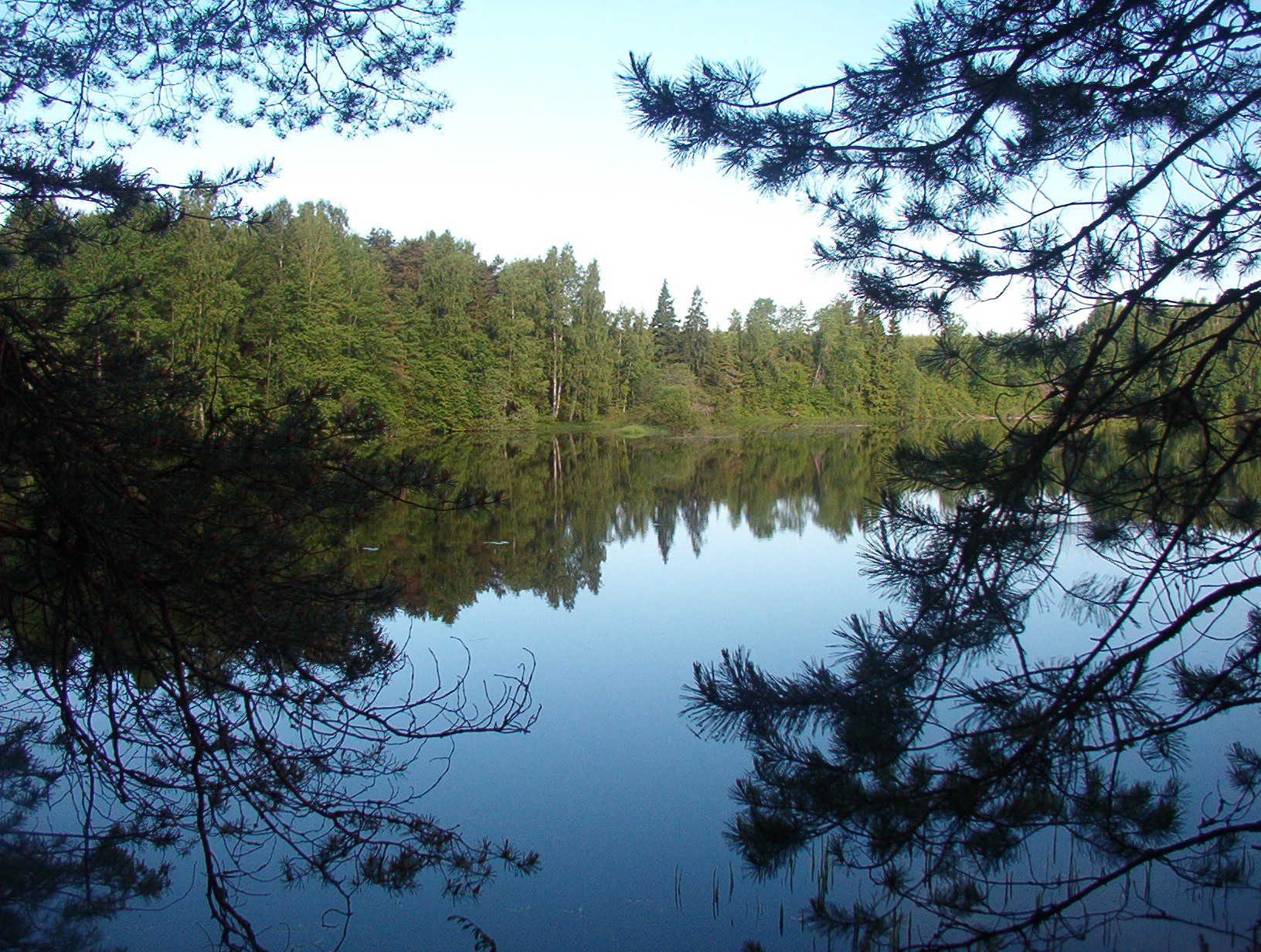
Улейма недалеко от впадения в Юхоть

Речная сеть поселения принадлежит к бассейну Волги (в зоне подпора Рыбинского водохранилища). Её густота − 0,45-0,64 км/км². Для рек характерны высокое интенсивно наступающее весеннее половодье (длится 30-60 дней, до 74 % годового стока); низкая летне-осенняя межень, прерываемая небольшими дождевыми паводками; устойчивая зимняя межень. Режим питания рек преимущественно снеговой.
Гидрографическая сеть поселения представлена реками Волгой (18 км), Улеймой (46 км), Юхотью (8 км), Воржехотью (29 км), а также впадающими в них более мелкими реками, протоками и ручьями. Крупнейшая внутренняя река в поселении — Улейма, протекающая по его территории с юго-запада на северо-восток, где впадает в реку Юхоть, текущую дальше вне поселения к городу Мышкину в Волгу.
Подземные воды приурочены к коренным породам и четвертичным образованиям. В четвертичных отложениях заключено несколько водных горизонтов. Воды аллювиального водоносного горизонта используются населением для хозяйственных нужд, для чего выкапываются колодцы глубиной 6-8 м.

### Климат
Поселение находится в северо-западной подобласти атлантико-континентальной лесной климатической области умеренного пояса. Умеренно континентальный климат: прохладное лето и умеренно морозная зима. Средняя температура июля — 18,3 °C, января — 10,4 °C. Безморозный период около 170 дней.
За год выпадает в среднем 592 мм осадков, преимущественно в тёплое время года. Устойчивый снежный покров с ноября по март, средняя его высота на открытых местах — 35 см, в лесу — до 50 см, в многоснежные зимы — соответственно 70 и 100 см. Сплошной ледовый покров на водохранилище с ноября по март.
Преобладают ветры западного, юго-западного и северо-западного направлений.
После образования водохранилищ климат побережий существенно изменился. Более сильными и частыми стали ветры, особенно сильны они в конце лета и осенью. Весной водохранилище охлаждает окрестности, в результате запаздывают проявления весны. Осенью оно наоборот отепляет, задерживая приход холодов. Осенью на водохранилище и его берегах нередко бывают густые туманы.
Растительность
Поселение расположено в лесной зоне, северо-западном районе хвойных и широколиственных лесов. Общая площадь лесов — 46 161,5 га (62,8 %). В основном встречаются сочетания елово-берёзовых, хвойно-мелколиственных, осиново-берёзовых лесов, на наиболее переувлажнённых участках — осиновые леса. Встречаются кустарничковые и травяные леса. Древостой преимущественно II класса бонитета. Часть лесов заболочена.
Луговая растительность богата лекарственными и медоносными растениями.
Экологическая обстановка
Почвы поселения довольно загрязнены отходами производства и потребления. Количество отходов, в том числе и опасных, постоянно возрастает, учёт их не производится, складируются они беспорядочно и бесконтрольно. На территории поселения есть 2 (старый и новый) полигона для сбора, удаления и утилизации твёрдых бытовых отходов, используются они всем районом. Значительная часть отходов потребления сжигается населением на местах или идёт на корм скоту.

## История
Западная территория поселения в Средние века входила в состав Угличского княжества, а с XVI века до 1775 года в состав Угличского уезда.
Восточная территории поселения в XIV — начале XVI веков входила в состав Юхотского (Новленского) уезда Ярославского княжества. С 1528 по 1622 год она принадлежала князьям Мстиславским, затем до 1706 года государственной казне. В 1706 году Пётр I выдал её фельдмаршалу Б. П. Шереметеву, и Шереметевы владели этой землёй до 1917 года.
Вниз по берегу Волги от Углича располагалась Золоторуцкая волость, включавшая село Учму с Успенским Учемским монастырем.
В советское время на территории поселения находились Высоковский, Грибановский, Покровский, Радищевский (Никольский) и др. сельские советы; функционировали колхозы «Родина», имени Матросова, «Урожай», имени Некрасова, «Дружба», «Васильки».
Слободское сельское поселение образовано к 1 января 2005 года в соответствии с законом Ярославской области от 21 декабря 2004 года в границах Клементьевского, Никольского, Покровского и Слободского сельских округов.

## Население
| 2007  | 2008  | 2010  | 2011  | 2012  | 2013  | 2014  |
| ----- | ----- | ----- | ----- | ----- | ----- | ----- |
| 3048  | ↘2914 | ↘2880 | ↘2874 | ↗2879 | ↗2947 | ↗2982 |
| 2015  | 2016  | 2017  | 2018  | 2019  | 2020  | 2021  |
| ↗3023 | ↗3029 | ↗3270 | ↗3306 | ↘3274 | ↗3313 | ↗3909 |

## Населённые пункты
В состав сельского поселения входят 125 сельских населённых пунктов. 
| №   | Населённый пункт   | Тип     | Население (чел.) | Сельский округ |
| --- | ------------------ | ------- | ---------------- | -------------- |
| 1   | Абатурово          | деревня | ↘26              | Клементьевский |
| 2   | Антухово           | деревня | ↘20              | Покровский     |
| 3   | Архангельское      | село    | →0               | Слободской     |
| 4   | Баскачи            | деревня | ↗11              | Слободской     |
| 5   | Баушовка           | деревня | ↗3               | Слободской     |
| 6   | Большое Мельничное | деревня | ↗15              | Слободской     |
| 7   | Бородино           | деревня | →2               | Клементьевский |
| 8   | Бороушка           | деревня | ↗1               | Покровский     |
| 9   | Буланово           | деревня | ↗2               | Слободской     |
| 10  | Бурцево            | деревня | →0               | Покровский     |
| 11  | Быльцыно           | деревня | ↗6               | Слободской     |
| 12  | Варгуново          | деревня | ↘102             | Слободской     |
| 13  | Васильки           | деревня | ↗19              | Слободской     |
| 14  | Воробьёво          | деревня | ↘18              | Покровский     |
| 15  | Вороново           | деревня | ↗10              | Никольский     |
| 16  | Вороново           | деревня | ↘5               | Покровский     |
| 17  | Выползово          | деревня | →15              | Никольский     |
| 18  | Высоково           | деревня | ↗22              | Покровский     |
| 19  | Высоково           | деревня | ↘3               | Слободской     |
| 20  | Гвоздево           | деревня | ↗11              | Слободской     |
| 21  | Глазово            | деревня | ↗3               | Покровский     |
| 22  | Горки              | деревня | ↘4               | Клементьевский |
| 23  | Городище           | деревня | ↗10              | Покровский     |
| 24  | Грибаново          | деревня | ↘1               | Слободской     |
| 25  | Гридино            | деревня | →0               | Покровский     |
| 26  | Дерябино           | деревня | →11              | Слободской     |
| 27  | Дивная Гора        | село    | ↘167             | Слободской     |
| 28  | Добрилово          | деревня | ↗9               | Клементьевский |
| 29  | Дор                | деревня | ↗2               | Покровский     |
| 30  | Дуравино           | деревня | →0               | Никольский     |
| 31  | Еремейцево         | деревня | →0               | Покровский     |
| 32  | Ермолово           | деревня | ↗9               | Слободской     |
| 33  | Ефремово           | село    | ↗25              | Клементьевский |
| 34  | Жаворонки          | деревня | →0               | Покровский     |
| 35  | Жары               | деревня | ↗6               | Никольский     |
| 36  | Заболотье          | деревня | →2               | Клементьевский |
| 37  | Загайново          | деревня | →4               | Покровский     |
| 38  | Займищи            | деревня | →0               | Покровский     |
| 39  | Зелёная Роща       | посёлок | ↘455             | Слободской     |
| 40  | Золоторучье        | село    | ↘157             | Слободской     |
| 41  | Зубково            | деревня | ↗6               | Никольский     |
| 42  | Иванисово          | деревня | ↘36              | Слободской     |
| 43  | Иванищи            | деревня | ↘19              | Слободской     |
| 44  | Иванцево           | деревня | ↘5               | Покровский     |
| 45  | Инархово           | деревня | ↘6               | Никольский     |
| 46  | Кайлово            | деревня | ↗3               | Покровский     |
| 47  | Калиновка          | деревня | →6               | Слободской     |
| 48  | Катунино           | деревня | ↗12              | Клементьевский |
| 49  | Клементьево        | село    | ↗196             | Клементьевский |
| 50  | Кононцево          | деревня | ↘1               | Покровский     |
| 51  | Коншино            | деревня | →0               | Клементьевский |
| 52  | Коржево            | деревня | ↗3               | Покровский     |
| 53  | Кривцово           | деревня | ↘7               | Клементьевский |
| 54  | Криушино           | деревня | ↘0               | Слободской     |
| 55  | Кузнецово          | деревня | ↘11              | Покровский     |
| 56  | Курениново         | деревня | ↘0               | Слободской     |
| 57  | Литвиново          | деревня | ↗7               | Покровский     |
| 58  | Лопатино           | деревня | ↗5               | Никольский     |
| 59  | Маклаково          | деревня | →0               | Никольский     |
| 60  | Малая Дуброва      | деревня | →2               | Никольский     |
| 61  | Малое Мельничное   | деревня | ↗7               | Слободской     |
| 62  | Манушкино          | деревня | ↘18              | Слободской     |
| 63  | Марьино            | деревня | ↘1               | Слободской     |
| 64  | Матвеевка          | деревня | →0               | Слободской     |
| 65  | Мелентьево         | деревня | →0               | Слободской     |
| 66  | Метево             | деревня | →3               | Покровский     |
| 67  | Миснево            | деревня | ↗3               | Клементьевский |
| 68  | Михалево           | деревня | →1               | Покровский     |
| 69  | Михеево            | деревня | →0               | Покровский     |
| 70  | Могильцы           | деревня | →1               | Клементьевский |
| 71  | Модявино           | деревня | ↗6               | Слободской     |
| 72  | Монастырская       | деревня | ↗76              | Слободской     |
| 73  | Мухино             | деревня | ↘6               | Слободской     |
| 74  | Нестерово          | деревня | ↗9               | Слободской     |
| 75  | Никиткино          | деревня | ↗2               | Никольский     |
| 76  | Никольское         | село    | ↘182             | Никольский     |
| 77  | Новинки            | деревня | ↘0               | Слободской     |
| 78  | Новоселка          | деревня | ↘2               | Клементьевский |
| 79  | Павлоково          | деревня | ↗13              | Никольский     |
| 80  | Пазухино           | деревня | ↘0               | Никольский     |
| 81  | Палы               | деревня | ↘2               | Покровский     |
| 82  | Патрикеево         | деревня | ↘0               | Покровский     |
| 83  | Петрово            | деревня | ↗5               | Слободской     |
| 84  | Петряевка          | деревня | ↘0               | Слободской     |
| 85  | Печкино            | деревня | ↘28              | Слободской     |
| 86  | Плещеево           | деревня | ↘0               | Покровский     |
| 87  | Подсосенье         | деревня | →0               | Покровский     |
| 88  | Покровское         | село    | ↘288             | Покровский     |
| 89  | Полушкино          | деревня | ↗3               | Покровский     |
| 90  | Пономарицы         | деревня | ↘7               | Клементьевский |
| 91  | Поповка            | деревня | ↗25              | Покровский     |
| 92  | Потопчино          | деревня | ↘12              | Слободской     |
| 93  | Противье           | деревня | ↗12              | Покровский     |
| 94  | Пудово             | деревня | ↗8               | Слободской     |
| 95  | Ракушино           | деревня | →0               | Клементьевский |
| 96  | Ременино           | деревня | →5               | Клементьевский |
| 97  | Савино             | деревня | ↘39              | Покровский     |
| 98  | Селиваново         | деревня | →3               | Слободской     |
| 99  | Серебряникова Дача | хутор   | →0               | Слободской     |
| 100 | Слобода            | деревня | ↗85              | Слободской     |
| 101 | Спасское           | деревня | ↘1               | Клементьевский |
| 102 | Становище          | деревня | ↘0               | Покровский     |
| 103 | Стромыни           | деревня | ↘0               | Покровский     |
| 104 | Тараканово         | деревня | ↗18              | Клементьевский |
| 105 | Текленево          | деревня | ↘19              | Слободской     |
| 106 | Угловка            | деревня | ↗3               | Слободской     |
| 107 | Ураково            | деревня | ↗22              | Слободской     |
| 108 | Фалюково           | деревня | ↘24              | Покровский     |
| 109 | Федотово           | деревня | ↗3               | Покровский     |
| 110 | Харитоново         | деревня | ↘3               | Покровский     |
| 111 | Хомерово           | деревня | ↘8               | Никольский     |
| 112 | Хуторы             | деревня | ↘65              | Слободской     |
| 113 | Челганово          | деревня | ↗13              | Слободской     |
| 114 | Ченцы              | деревня | →0               | Никольский     |
| 115 | Черные             | деревня | ↘4               | Покровский     |
| 116 | Чириково           | деревня | →0               | Покровский     |
| 117 | Чубуково           | деревня | ↘8               | Никольский     |
| 118 | Чурьяково          | село    | ↘323             | Слободской     |
| 119 | Шевердино          | деревня | ↗12              | Слободской     |
| 120 | Шемякино           | деревня | ↘1               | Покровский     |
| 121 | Шубино             | деревня | ↘0               | Покровский     |
| 122 | Юсово              | деревня | ↗13              | Слободской     |
| 123 | Ядреево            | деревня | →0               | Никольский     |
| 124 | Яковлевское        | деревня | ↘5               | Слободской     |
| 125 | Ямышовка           | деревня | ↘2               | Клементьевский |

## Экономика
Сельскохозяйственные предприятия: СПК «Клементьево», СПК «АПЭ-Ордино», СПК «Богданка», СПК «Новая жизнь», ООО «Дружба», СПК «Родина», ОПХ «Васильки», ООО «Русский лес».
Объекты рекреации: база отдыха «Глазовская слобода» в д. Глазово, рекреационно-туристическая зона «Волжские хутора» (территория от д. Баскачи до д. Юсово вдоль Волги), гостиница на 20 мест в д. Кузнецово, рекреационно-туристическая зона «Игорев ручей» в район Игорева ручья (берег Волги), база отдыха завода «Сатурн» в д. Метево, учебная база Ярославского государственного университета им. П. Г. Демидова в районе д. Метево.

## Транспорт
Основные автодороги поселения: идущий параллельно берегу Волги участок федеральной трассы Р104 Сергиев Посад — Калязин — Рыбинск — Череповец от Углича до Мышкина; дорога Углич — Новое село, продолжающаяся далее до Большого Села и Ярославля. Все населённые пункты входят в систему обслуживания местных рейсовых автобусных маршрутов. Транспортная инфраструктура в удовлетворительном состоянии.
В Угличе расположена железнодорожная станция Московского отделения Октябрьской железной дороги, от которой идёт линия на Калязин.
В Угличе расположен порт на Волге. Территория самого Слободского сельского поселения водным транспортом не обслуживается.

## Социальная сфера
Суммарная общая площадь жилищного фонда поселения на 2008 год составляет около 63 тыс. м², средняя обеспеченность населения общей площадью — 20 м²/чел.
Покровская средняя школа с детским садом (мест 192 и 15, посещают 51 и 8); общеобразовательные школы с детскими садами: Радищевская (в Никольском; мест 60 и 25, посещают 21 и 5), Клементьевская (мест 70 и 38, посещают 35 и 5), Дивногорская (мест 50 и 70, посещают 18 и 14); Чурьяковская начальная школа с детским садом (мест 50 и 20, посещают 27 и 17); детский сад «Росинка» (в Зелёной Роще; мест 40, посещают 20).
Покровская амбулатория. Фельдшерско-акушерские пункты: Монастырский, Дивногорский, Клементьевский, Ефремовский, Никольский, Савинский.
Магазины: Клементьево, Ефремово, Никольское, 2 в Покровское, Савино, 2 в Чурьяково, 2 в Дивная Гора, Зелёная Роща, Печкино.
Источниками водоснабжения являются подземные водоносные горизонты. Водоснабжение осуществляется от артезианских скважин, колодцев, родников без предварительной очистки. Качество подаваемой питьевой воды ниже нормы, за исключением посёлка Зелёная Роща и села Чурьяково, водоснабжение которых осуществляется от угличских городских водопроводных сетей. Водопровод проложен под землёй. В большинстве населённых пунктов сети водоснабжения отсутствуют.
Сброс сточных вод в посёлке Зелёная Роща осуществляется в централизованную канализационную сеть Углича; затем они перекачиваются на очистные сооружения, где происходит полная биологическая очистка. В остальных населённых пунктах сброс сточных вод осуществляется в выгреба.
Природным газом обеспечены 18 жилых домов и магазин в посёлке Зелёная Роща; 90 жилых домов, магазин, административное здание СПК «Родина» в селе Чурьяково. Остальные объекты не газифицированы. Для приготовления пищи население использует сжиженный газ, привозимый в баллонах.
Централизованная система теплоснабжения есть только в посёлке Зелёная Роща. В с. Покровское, с. Никольское, с. Клементьево, с. Дивная Гора, д. Васильки, с. Чурьяково, с. Ефремово социально-культурные объекты и административные здания отапливаются от котельных. Большинство населения отапливается от печей и т. п.
Источником газоснабжения является природный попутный газ, поступающий через газопровод.
Электроснабжение осуществляется от КТП 63 и КТП 35 (Клементьево) на напряжении 10 кВ, через существующие трансформаторные подстанции. Все населённые пункты полностью обеспечены сетями электроснабжения.
На территории поселения расположены автоматизированные телефонные станции АТСК 50/200 в д. Васильки, с. Чурьяково, с. Покровское, с. Никольское, с. Клементьево, д. Варгуново (с. Дивная Гора). Связь между автоматизированной телефонной станцией и абонентами осуществляется по кабельным линиям связи. Междугородная связь осуществляется посредством радиорелейной сети связи. В каждом населённом пункте есть таксофон беспроводной сотовой связи. Сотовая связь представлена такими операторами как ОАО «Вымпелком», ОАО «МТС», ОАО «Мегафон», ОАО «Ярославль-GSM». Вышки сотовой связи расположены в с. Покровское, д. Харитоново, они покрывает 3/4 территории поселения, не охвачена часть Клементьевского сельского округа.

## Особо охраняемые природные территории
- Государственные природные заказники (регионального значения)
  - Верхневолжский (зоологический), 15700 га (в Угличском и Мышкинском районах).
- Памятники природы (регионального значения)
  - Скоморошино болото, 15 га.
  - Сосновая аллея в д. Антухово, 1,4 га.
  - Место впадения р. Улеймы в р. Юхоть, 75 га.
- Туристско-рекреационные местности (местного значения)
  - Игорев ручей, 13 га.
  - Долина р. Улеймы, 425 га.
  - Берёзовая роща с. Золоторучья, 2 га.
  - Правый берег р. Волги, 2500 га[3].

## Памятники истории и культуры

### Объекты культурного наследия федерального значения
Объекты культурного наследия (памятники истории и культуры) федерального значения.
- 7610244000 Братская могила жертв польско-литовской интервенции 1610 года в селе Архангельское.
- 7610245000 Поселение «Богоявление», мезолит, XI—XIII вв. 0,5 км южнее деревни Васильки.
- 7610248000 Церковь Троицы в селе Дивная Гора: ограда со Святыми воротами, кон. XIX в.; церковь, 1674—1694 гг.; церковь, 1730-е гг., 1770-е гг, 1864—1865 гг, 1912 г.; часовня, 1894 г.
- 7610250000 Поселение «Золоторучье-II», эпоха бронзы, VIII—XIII вв. 0,5 км северо-западнее села Золоторучье.
- 7610251000 Поселение «Золоторучье-I», палеолит, мезолит, неолит, эпоха бронзы, ранний железный век, XI—XIII вв. 0,3 км северо-западнее села Золоторучье.
- 7610254000 Могильник курганный «Челганово», XI—XIII вв. 1 км западнее деревни Челганово.

### Объекты культурного наследия регионального значения
Объекты культурного наследия (памятники истории и культуры) регионального значения.
- 7600515000 Курганный могильник 1, XI—XII вв. 0,8 км к северо-востоку д. Баскачи.
- 7601008000 Курганный могильник 2, XI—XII вв. 0,6 км к юго-западу д. Баскачи.
- 7601009000 Селище (Игорево селище), кон. I тыс. до н. э. — XIII в. 0,7 км к юго-западу д. Баскачи.
- 7601012000 Селище, XII—XIII вв. 0,1 км к югу д. Васильки.
- 7601014000 Селище 1, XI—XVII вв., центр деревни Вороново, Покровский с/о.
- 7601015000 Селище 2, XV—XVII вв., северо-восточная окраина деревни Вороново, Покровский с/о.
- 7601021000 Стоянка, II тыс. до н. э. 0,3 км к западу д. Городищи.
- Братская могила советских лётчиков, 1941 г. в с. Ефремово.
- 7601025000 Стоянка и селище 3, IV—III тыс. до н. э. 0,8 км к западу с. Золоторучье.
- 7601034000 Курганный могильник, XI—XIII вв. 0,9 км к западу д. Нестерово, Слободской с/о.
- 7601033000 Курганный могильник 1, XI—XII вв. 1,2 км к югу-юго-востоку д. Нестерово, Слободской с/о.
- 7601035000 Селище 1, XI—XIII вв. 0,9 км к югу-юго-западу д. Нестерово, Слободской с/о.
- 7601036000 Селище 2, XI—XIII вв. 1,3 км к югу-юго-западу д. Нестерово, Слободской с/о.
- 7601039000 Селище, XVI—XVII вв. 0,4 км к западу д. Палы.
- Братская могила советских лётчиков, 1941 г. в д. Пономарицы.
- 7601046000 Селище, X—XVI вв. Южная окраина д. Стромыни.
- 7601048000 Селище 1, XI—XIII вв. Северная окраина д. Шевердино.
- 7601049000 Селище 2, XII—XIII вв. Юго-западная окраина д. Шевердино.

### Без статуса
- Церковь Михаила Архангела в с. Архангельское храм, колокольня, ограда, часовня. 1787 г. — начало XX в.
- Церковь Михаила Архангела в с. Ефремово. 1796 г.
- Дом жилой в с. Золоторучье. Конец XVIII в. — начало XIX в.
- Церковь Ильи Пророка в с. Золоторучье. 1753 г.
- Дом жилой в с. Клементьево. Конец XIX в. — начало XX в.
- Церковь Николая Чудотворца в с. Клементьево: храм, сторожка. 1793 г., конец XIX в.
- Церковь Покрова в с. Покровское: храм, дом церковного причта, святые ворота. 1779 г. — конец XIX в.
- Школа «Министерская» в с. Никольское. Конец XIX в.
- Церковь Николая Чудотворца в с. Никольское: храм, святые ворота, часовня. 1781 г. — 1892 г.
- Церковь Преображения в д. Спасское, Клементьевский сельский округ. 1779 г.[3]